# Bojanov
Bojanov är en köping i Tjeckien.   Den ligger i regionen Pardubice, i den centrala delen av landet, 100 km öster om huvudstaden Prag. Bojanov ligger 428 meter över havet och antalet invånare är 655.
Terrängen runt Bojanov är varierad. Runt Bojanov är det ganska glesbefolkat, med 45 invånare per kvadratkilometer. Närmaste större samhälle är Chrudim, 13,8 km nordost om Bojanov. I omgivningarna runt Bojanov växer i huvudsak blandskog.